# Лас-Росас (Санта-Фе)
Лас-Росас (исп. Las Rosas) — город в департаменте Бельграно провинции Санта-Фе (Аргентина), административный центр департамента.

## История
В середине XIX века в этих местах стали приобретать землю фермеры, приехавшие из Великобритании, Германии и США. Среди них был Гильермо Кеммис, создавший ферму Лас-Росас. В 1874 году прибыли братья Альфредо и Энрике Дикинсон, которые создали ферму Лас-Ломас.
в 1887 году было принято решение о строительстве через эти места железной дороги. Понимая, как это изменит регион, и Кеммис, и Дикинсоны подали властям планы основания на их землях населённого пункта. В начале 1889 года был сделан выбор в пользу проекта Кеммиса, что вызвало сильное недовольство Дикинсонов. Губернатору Хуану Мануэлю Кафератте удалось объединить два плана в единый проект, который и был принят в 1892 году.
В 1967 году Лас-Росас получил статус города.